# Pemberley
Vous lisez un « article de qualité » labellisé en 2014.  Il fait partie d'un « thème de qualité ».
Pour les articles homonymes, voir Pemberley (mini-série).

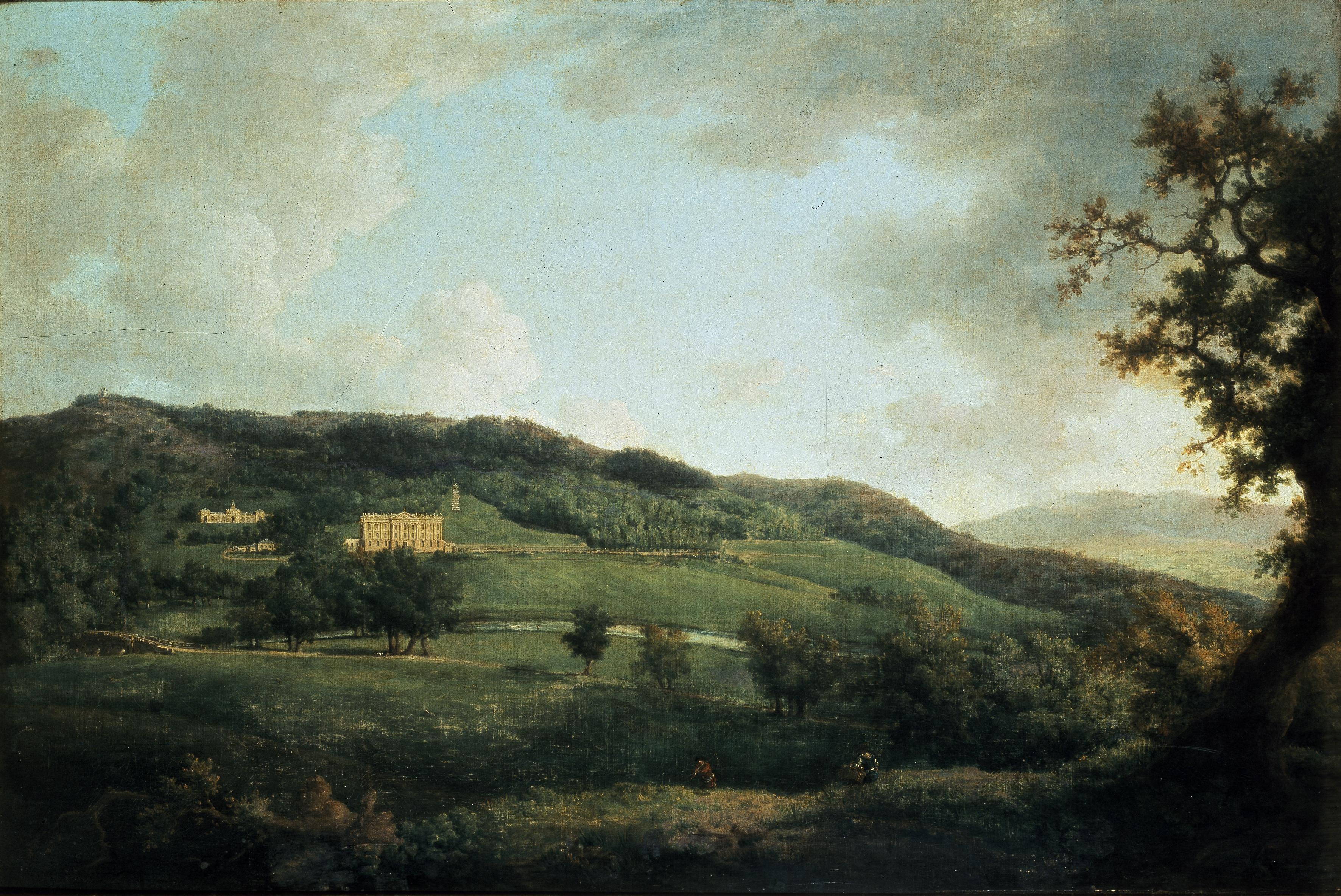
Chatsworth House, peint par William Marlow, tel qu'a pu le voir Jane Austen lorsqu'elle imaginait Pemberley.

Pemberley est une propriété fictive citée dans le roman Orgueil et Préjugés, l'œuvre la plus célèbre de la femme de lettres britannique Jane Austen, paru en 1813. C'est le domaine et la résidence ancestrale (Country House) de Mr Darcy, le principal personnage masculin  du récit. Ce domaine imaginaire, situé dans le Derbyshire, à cinq miles de la petite ville tout aussi fictive de Lambton, est considéré par ceux qui ont la chance de le fréquenter comme un endroit « délicieux » et un modèle inimitable. Il est décrit de façon beaucoup plus précise et détaillée que tous les autres domaines présentés dans ses six romans.
On considère habituellement que Jane Austen s'est inspirée de Chatsworth, le grand domaine des Cavendish, situé près de Bakewell dans le parc national de Peak District et propriété, au moment de la publication du roman, du 6e duc de Devonshire, William Cavendish. Cependant, la manière dont est présenté Pemberley et la place particulière qu'il tient dans la diégèse font de cette grande propriété au luxe discret, en totale harmonie avec son cadre naturel, un espace essentiellement symbolique. Point d'aboutissement du roman et de la quête de l'héroïne, c'est un lieu de vie idéal qui reflète parfaitement la personnalité profonde de son propriétaire ainsi que ses qualités morales. La visite du domaine est une révélation pour Elizabeth Bennet et l'aide à se débarrasser de ses derniers préjugés ; l'arrivée, impromptue, du propriétaire lui permet, à elle, de rencontrer le « véritable » Darcy, et au lecteur d'anticiper le dénouement romanesque.

## Première approche

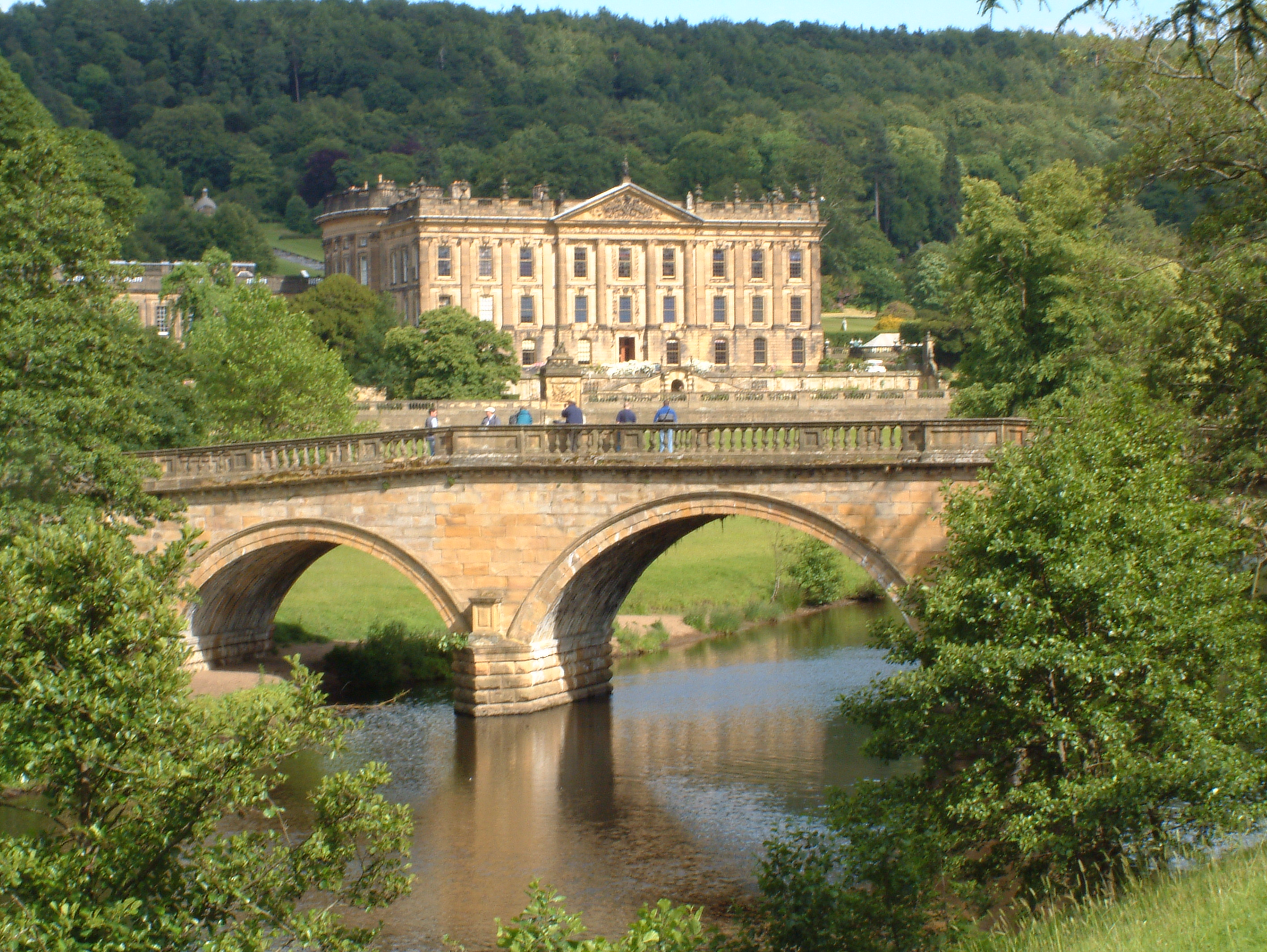
Le pont sur la Derwent, devant le château de Chatsworth.

Le lecteur d'Orgueil et Préjugés apprend rapidement, dès l'arrivée de Mr Darcy au bal de Meryton, au troisième chapitre, qu'il a une très grande propriété dans le Derbyshire ; le nom de cette propriété est cité pour la première fois devant Elizabeth Bennet un soir, lors de son bref séjour à Netherfield, et dans des termes tels qu'elle en interrompt sa lecture : Pemberley est présenté par Miss Bingley comme un endroit « délicieux », à la beauté inimitable, et par son frère comme l'étalon à l'aune duquel il souhaiterait pouvoir construire sa propre résidence. Plus tard, c'est un sujet de conversations intarissables entre George Wickham, qui y a vécu toute son enfance, et Mrs Gardiner, qui a habité non loin, à Lambton, « dix ou douze ans plus tôt, avant son mariage », et pour lui, ensuite, l'occasion d'exprimer devant Elizabeth une pointe de regret et de nostalgie, après avoir appris qu'elle l'a visité durant l'été : « Je vous envie presque ce plaisir ».
Le critique littéraire et spécialiste de Jane Austen, Donald Greene, ayant visité en 1979 Chatsworth House et son parc, affirme que la description de Pemberley lui correspond parfaitement : quand on arrive par Beeley Lodge à l'est, la route monte jusqu'au point de vue, avant de redescendre, côté sud-ouest, vers le pont sur la Derwent, construit par James Paine en 1762 ; les pièces que visitent les Gardiner, au rez-de-chaussée, le vaste palier et la galerie de peinture (l'actuelle bibliothèque) du premier sont faciles à identifier sur un plan du château. Et, à cinq miles en direction de Chesterfield, se trouve la petite ville d'Old Brampton, parfaite pour figurer Lambton.

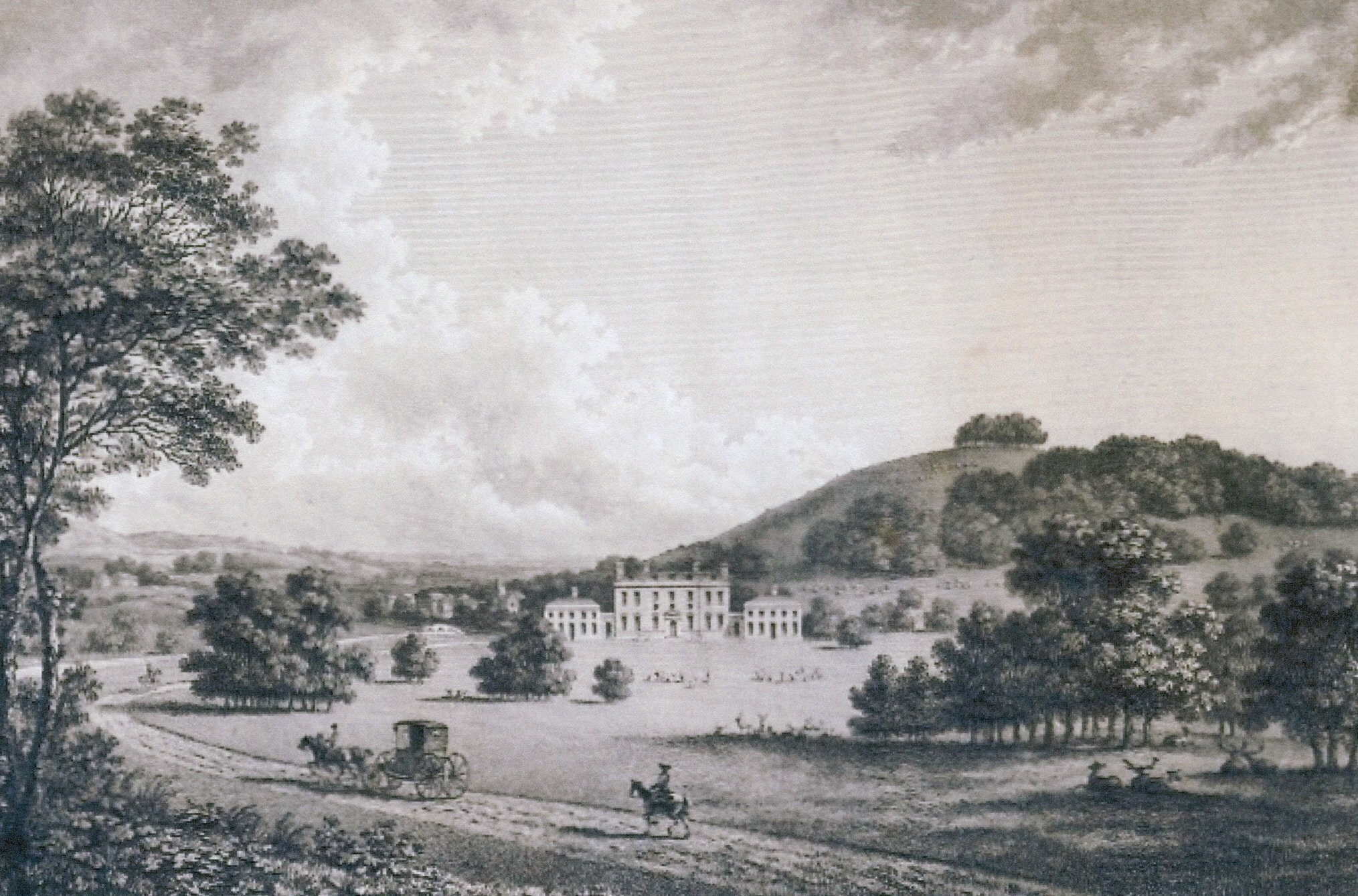
Godmersham Park, que Jane Austen connaissait bien, en 1779.

Jane Austen a vu Chatsworth House en 1811, lorsqu'elle révisait le manuscrit de Pride and Prejudice, mais elle brouille soigneusement les pistes : elle le cite parmi les « célèbres beautés » que les Gardiner comptent visiter ; le parc de Pemberley, avec ses dix miles (16 km) de circonférence est plus vaste que celui de Chatsworth et elle n'évoque ni « folies », ni statues, ni cascades, insistant au contraire sur la mise en valeur naturelle des paysages. L'élégante décoration intérieure de Pemberley n'évoque en rien non plus l'éblouissante collection d'œuvres d'art dont le 5e duc de Devonshire a rempli son château. Mavis Batey, dans Jane Austen and the English Landscape, suggère que, si Pemberley s'inspire de Chatsworth House, c'est seulement parce que Jane Austen a choisi d'installer son héros dans le Derbyshire : Fitzwilliam Darcy, même s'il a quasiment l'âge de William Cavendish et, comme lui, une sœur appelée Georgiana, n'est pas duc de Devonshire. Certes, sa fortune le place dans les couches supérieures de la gentry, mais il n'a pas de titre de noblesse, bien qu'il soit lié à l'aristocratie par sa mère ; et ses 10 000 £ annuelles ne suffiraient pas à entretenir un domaine comme Chatsworth. Elle est aussi persuadée que Jane Austen avait clairement en tête le plan de Pemberley House, même si la description en reste assez succincte. Le domaine pourrait aussi s'inspirer en partie de Godmersham Park, la propriété de son frère Edward qu'elle connaissait bien pour y avoir plusieurs fois séjourné, en particulier en juillet 1808, évoquant à cette occasion, dans sa correspondance avec Cassandra, un séjour de rêve, dans l'élégance, l'aisance et le luxe.
Les toponymes fictifs liés à Pemberley ont plusieurs origines. D. Greene, a suggéré que le nom de « Lambton » est inspiré de celui du village de Brampton. Le nom de « Pemberley » vient peut-être de « Pemberton », un lieu cité dans The Sylph (1779), roman épistolaire attribué à la duchesse de Devonshire, Georgiana Cavendish, mais aussi de « Beverley », qui est le patronyme de Cecilia, l'héroïne éponyme du roman  de Fanny Burney dont la phrase finale a donné son titre à Pride and Prejudice.

## Les lieux

### Pemberley Woods
Alors que Jane Austen en fait peu en général, le parc de Pemberley bénéficie de deux descriptions, toutes les deux dans le premier chapitre du tome III et intégrées au récit. Elles encadrent la visite de la demeure qui culmine avec la contemplation par Elizabeth du portrait de Darcy dans la galerie de peinture.

#### Mise en situation

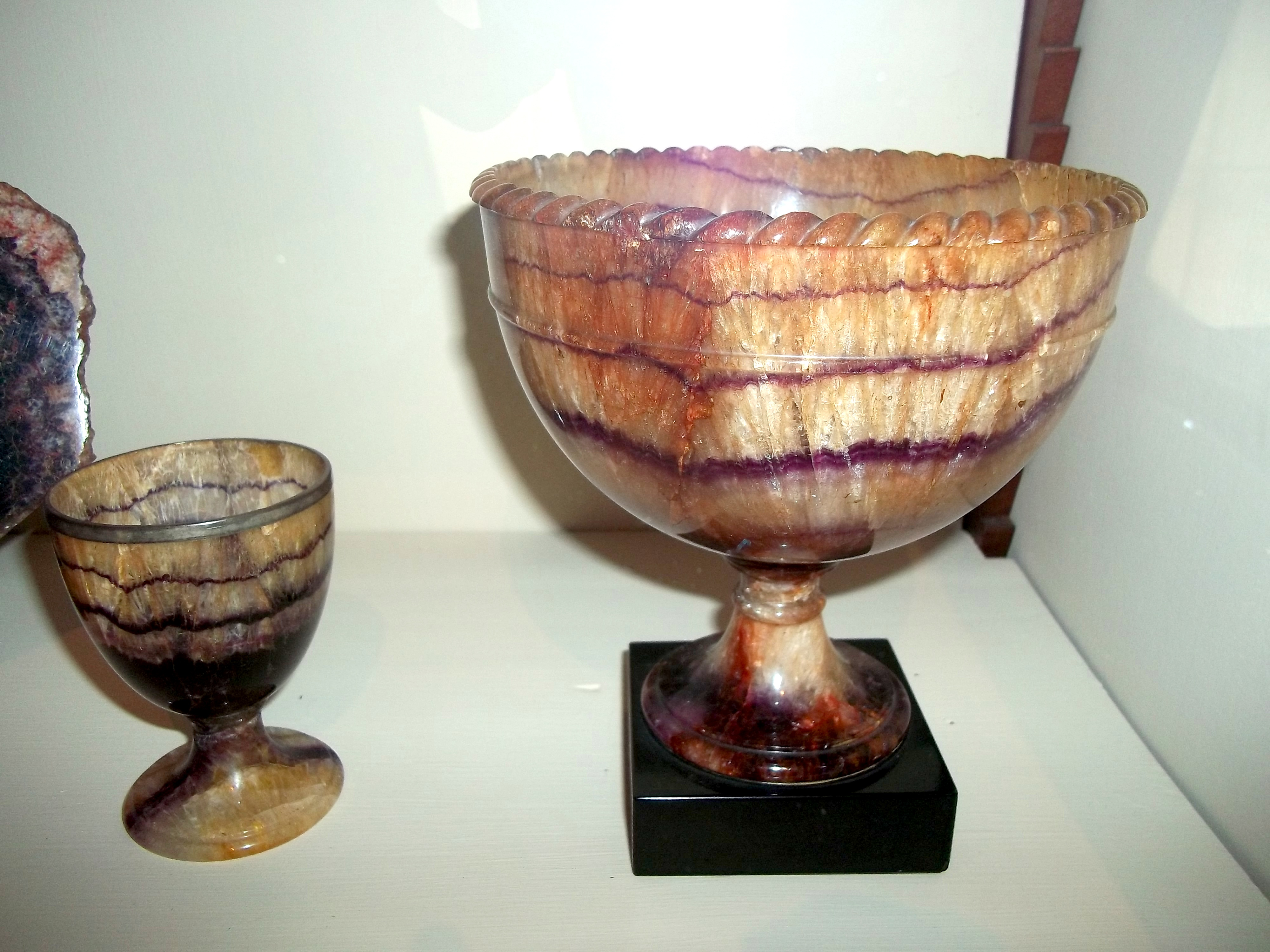
Coupes en Derbyshire spars de la collection de Georgiana Cavendish à Chatsworth House.

Au plan narratif, la venue d'Elizabeth à Pemberley est subtilement préparée longtemps à l'avance : Mrs Gardiner « a vécu dans cette partie du Derbyshire » et a vu Pemberley ; des contraintes professionnelles imprévues de son mari les empêchent de faire à loisir le voyage prévu jusque dans la Région des Lacs, d'où ce nouveau programme, annoncé par lettre à Elizabeth : « ne pas aller plus au nord que le Derbyshire » et terminer leur circuit raccourci par quelques jours à Lambton, Mrs Gardiner ayant appris (sans doute grâce à Wickham) qu'y vivaient encore d'anciennes connaissances.
Bien que « terriblement déçue » (« excessively disappointed »), Elizabeth ne s'attarde pas en regrets inutiles, mais « entreprend » de se satisfaire du nouveau projet car elle est douée d'un « heureux caractère », (« it was her business to be satisfied - and certainely her temper to be happy »). Et même si le mot « Derbyshire » lui remémore immédiatement « Pemberley et son propriétaire », elle estime qu'elle peut  « entrer impunément dans son comté pour y dérober quelques cristaux de spath (petrified spars) sans qu'il s'en aperçoive ».
La visite de Pemberley n'est cependant envisagée qu'au dernier moment (dans la dernière page du tome II), la veille de l'étape qui doit mener le petit groupe à Lambton, alors qu'il  séjourne à Bakewell. Elle n'était pas programmée, le domaine n'étant pas directement sur leur route, mais résulte d'une envie (inclination) de Mrs Gardiner : un léger crochet, d'un mile ou deux, lui permettra d'en revoir les « délicieux paysages ». Elle n'a probablement jamais vu l'intérieur de Pemberley House dans sa jeunesse, mais a pu se promener dans le parc paysager : elle se souvient qu'il « possède quelques-uns des plus beaux bois du pays »  (« the grounds are delightful. They have some of the finest woods in the country »). Sa visite est donc présentée à une Elizabeth très réticente comme particulièrement attirante : le substantif wood utilisé ici, qui sera plusieurs fois répété dans le chapitre suivant, a des connotations de mystère qui s'ajoutent à la notion de plaisir connotée par l'adjectif delightful.
Elizabeth, prise à l'improviste, est très perturbée, voire angoissée (distressed), estimant « qu'elle n'avait rien à faire à Pemberley » (« she has no business at Pemberley »). Elle ne s'abandonne à la curiosité, à « l'envie de voir personnellement la résidence » de Darcy, qu'une fois assurée, par une discrète enquête à l'auberge, de l'absence du propriétaire. Le volume II de l'édition originale se clôt alors sur un paragraphe formé d'une seule phrase isolée, un vers blanc aux sonorités poétiques : un décasyllabe ou plutôt un pentamètre iambique, faisant glisser le récit vers un autre contrat de lecture, qui ne relève plus du pacte réaliste, mais le relie aux genres littéraires du conte et de la romance :
« To Pemberley, therefore, they were to go ». (À Pemberley, donc, ils allaient se rendre.)

#### Le panorama
La première description ouvre le premier chapitre du volume III de l'édition originale. C'est la vue d'ensemble, ou plutôt la succession des points de vue qui s'offrent aux visiteurs empruntant la route conduisant au château. Après la traversée d'une belle forêt, une montée d'un demi-mile (environ 800 m) conduit sur une hauteur d'où se révèlent brusquement les bâtiments, dans la plus pure tradition de l'esthétique pittoresque définie par Gilpin : la grande et belle demeure est bâtie sur un « terrain en élévation », dans un écrin de « hautes collines boisées », sur l'autre rive d'un « cours d'eau assez important, encore élargi » avec naturel. La route dévale ensuite la colline en serpentant, et franchit la rivière pour mener au château :
« It was a large, handsome, stone building, standing well on rising ground, and backed by a ridge of high, woody hills; and in front, a stream of some natural importance was swelled into greater, but without any artificial appearance. She had never seen a place for which nature had done more, or where natural beauty had been so little counteracted by an awkward taste. »
« C'était une vaste et belle construction en pierre, campée sur une petite éminence, adossée à une crête de hautes collines boisées ; devant, un cours d'eau naturellement assez important avait été notablement élargi, mais sans que cela ait l'air artificiel. [Elizabeth] n'avait encore jamais vu un domaine pour laquelle la nature eût fait davantage, ni où les beautés naturelles eussent été si peu contrariées par un goût maladroit. »

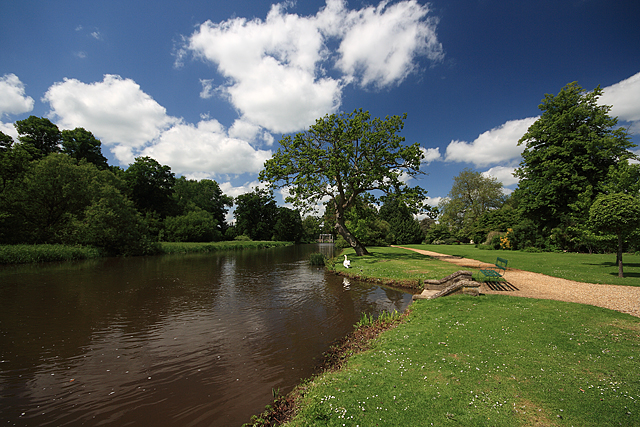
a stream of some natural importance […] without any artificial appearance : les abords de la rivière à Wilton House.

La description commence par un rythme ternaire en crescendo (« It was a large, handsome, stone building, standing well on rising ground »), renforcé par l'allitération entre stone et standing, qui traduit la sérénité et l'harmonie qui se dégagent de Pemberley, et son ancrage aussi bien dans le sol que dans la tradition. Le terme rising qualifie la pente ascendante du terrain, mais, au sens figuré, évoque un avenir prometteur : la Maison Darcy, à la différence de la lignée des de Bourg, ne sera pas stérile, parce que, tout en respectant l'ordre ancestral, elle saura s'adapter aux mutations sociales.
Dans les romans de Jane Austen, la présence des bois implique en général une notion de valeur. Valeur matérielle, car les bois de haute futaie ont une importance économique (pour la construction navale en particulier) et valeur morale : les arbres suggèrent la croissance organique et symbolisent la continuité. Ici, ils sont en quelque sorte l'incarnation des racines de la dynastie dont Darcy est l'héritier respectueux. D'ailleurs, Lady Catherine reprochera violemment à Elizabeth de vouloir « souiller » (pollute) « les ombres de Pemberley » (the shades of Pemberley), au double sens d'ombrages et d'ombres tutélaires, avant de condescendre, un certain temps après le mariage, à revenir à Pemberley, « en dépit de la souillure dont ses bois avaient souffert, non seulement par la présence d'une telle maitresse, mais encore par les visites de ses oncle et tante de la cité »,.
Pemberley est irrigué par un cours d'eau « naturellement assez important ». Ni canal de jardin classique, ni rivière « artistique » de jardin paysager, il symbolise une pureté qui n'a pas été « dénaturée » par des aménagements coûteux (artificial appearance), au contraire : la nature y est harmonieuse, fertile, mise en valeur avec intelligence. L'adjectif qualificatif natural revient deux fois (natural importance et natural beauty), renforcé par le substantif nature, pour bien marquer que cet espace, et son propriétaire par conséquent, sont soumis à une loi naturelle parfaitement justifiée, comme l'a souligné Alistair Duckworth dans The Improvement of The Estate : « le bon sens esthétique qui est manifeste dans le paysage de Pemberley permet au lecteur, et à Elizabeth, d'en déduire la profonde valeur de la personnalité sociale et morale de Darcy »,.
Bien que la description soit prise en charge par la voix narratrice, le panorama est vu et chaleureusement admiré par tous (« They were all of them warm in their admiration »), mais surtout par une Elizabeth troublée, confuse, à l'état d'esprit particulièrement agité (her spirits were in a high flutter), qui est émerveillée (delighted) par ce qu'elle découvre. Le choix des qualificatifs utilisés « rising (ground), hight (hills), swelled (stream) », qui impliquent une notion de croissance, et les termes laudatifs  (« warm, delighted ») concernant le sentiment d'admiration éprouvé en particulier par Elizabeth, en font une description très chargée émotionnellement. La plongée dans le « corps symbolique » qu'est Pemberley est pour Elizabeth une révélation : la beauté, l'élégance, la richesse du domaine sont l'incarnation de la puissance masculine et du pouvoir d'attraction de son propriétaire. Elle est consciente de l'attrait de ce pouvoir, de l'attrait d'« être maîtresse de Pemberley ».

#### Une promenade initiatique

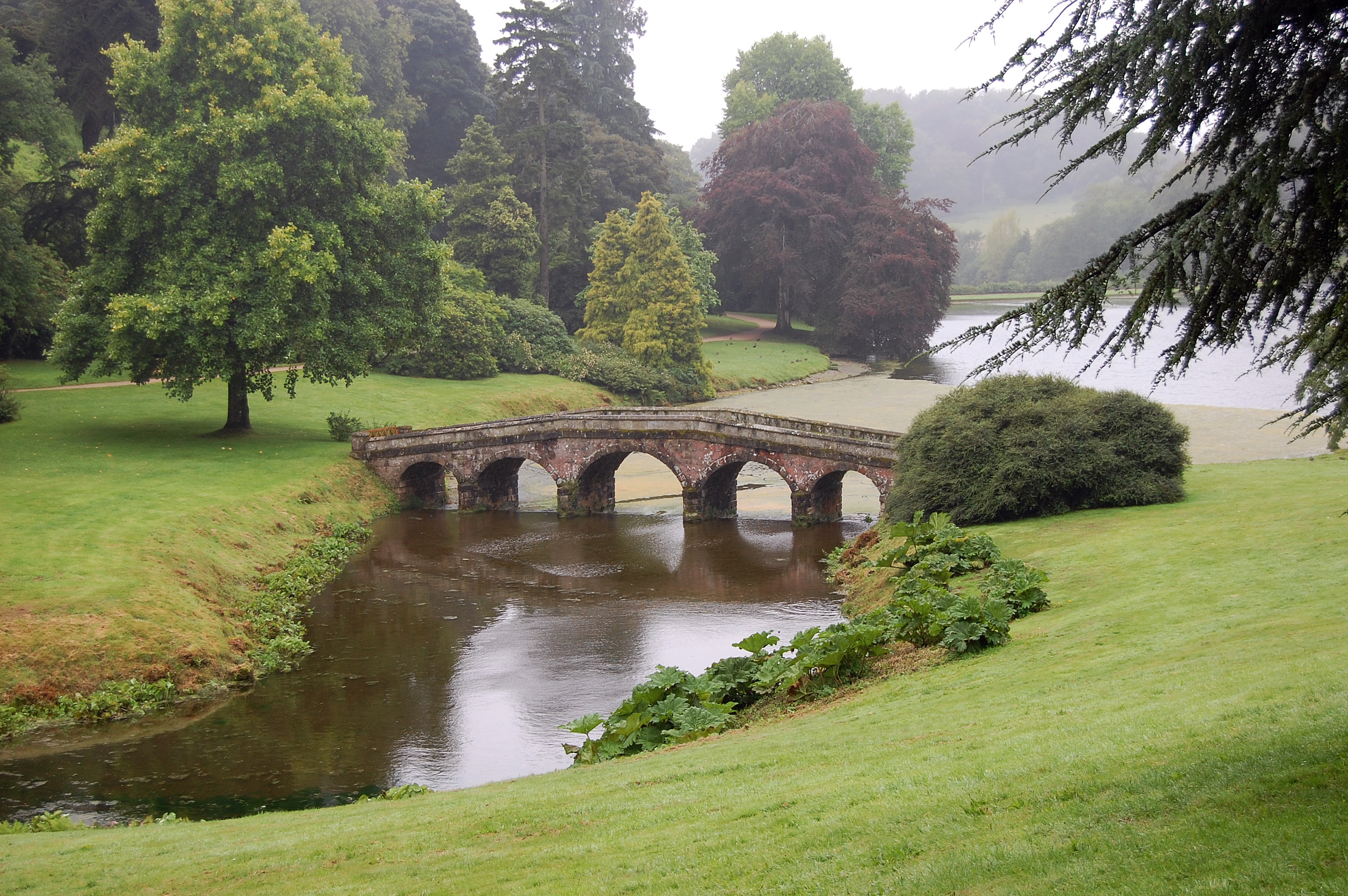
Le jardin paysager de Stourhead doit, comme le parc de Pemberley, se visiter selon un itinéraire précis.

La deuxième description prend place après la visite des appartements et, pour Elizabeth, en prolonge les révélations. Assez détaillée, elle concerne une promenade à pied commençant le long de la rivière, avec, au début, un jardinier comme guide, et selon un circuit permettant d'apprécier la beauté du parc et la variété de ses paysages. Pemberley correspond ainsi parfaitement à la tradition esthétique préconisée par Lancelot Capability Brown, qui privilégie l'aspect naturel. Le vocabulaire est laudatif : la promenade le long de la rivière est superbe (beautiful), chaque pas rapproche d'une perspective de plus en plus sublime (nobler), de bosquets de plus en plus beaux (finer).
La description est toujours prise en charge par la voix narratrice, mais maintenant Elizabeth regarde sans voir. Ayant commencé à prendre conscience de ses sentiments pour Darcy devant son portrait, elle s'absorbe dans les réflexions suscitées tant par les remarques de Mrs Reynolds que par les conditions de la rencontre imprévue de Darcy : elle a l'esprit ailleurs, « fixé sur l'endroit de la demeure quel qu'il pût être, où Mr Darcy se trouvait en cet instant »,. Ce sont les remarques des autres qui la « réveillent » (roused her) et l'incitent à reprendre son air habituel (appearing more like herself).
La promenade se poursuit ensuite en remontant sur les pentes boisées pour admirer les divers points de vue à travers les trouées entre les arbres : « Ils entrèrent dans les bois et faisant pour un temps leurs adieux à la rivière, gravirent quelques-unes des hauteurs… » (« They entered the woods, and bidding adieu to the river for a while, ascended some of the higher grounds… »). La récurrence du terme woods (au pluriel cette fois), répété quatre fois, le rythme balancé, les expressions choisies (« entrer dans les bois », « dire adieu à la rivière »), les allitérations en [ou] qui s'accumulent (« woods, while, whence, power to wander, were, views of the valley… ») confèrent à l'atmosphère la force émotionnelle des lieux poétiques ou magiques, au point que Mr Gardiner souhaite faire le tour complet du parc et qu'Elizabeth, en redescendant jusqu'à la rivière, éprouve l'envie de s'enfoncer (« longed to explore ») dans l'étroit sentier qui la longe dans sa partie plus sauvage, à l'endroit pittoresque où son lit se resserre ; mais le parc est trop grand et Mrs Gardiner est déjà fatiguée. Ce n'est qu'après le dénouement que ces désirs se réaliseront, sous la forme d'un tour complet du parc en voiture légère tirée par « une jolie petite couple de poneys ». C'est Mrs Gardiner, elle qui est déjà à l'origine de la venue d'Elizabeth à Pemberley, qui la suggèrera (« I shall never be quite happy till I have been all round the park. A low phaeton, with a nice little pair of ponies, would be the very thing ») et Elizabeth lui proposera, dans la lettre où elle lui annonce ses fiançailles, de réaliser ce désir : dans Pemberley, sphère symbolique où se stabiliseront tous les flux et se résoudront toutes les tensions, elle sera garante de la circulation harmonieuse des différents groupes : « Your idea of the ponies is delightful. We will go round the Park every day ».

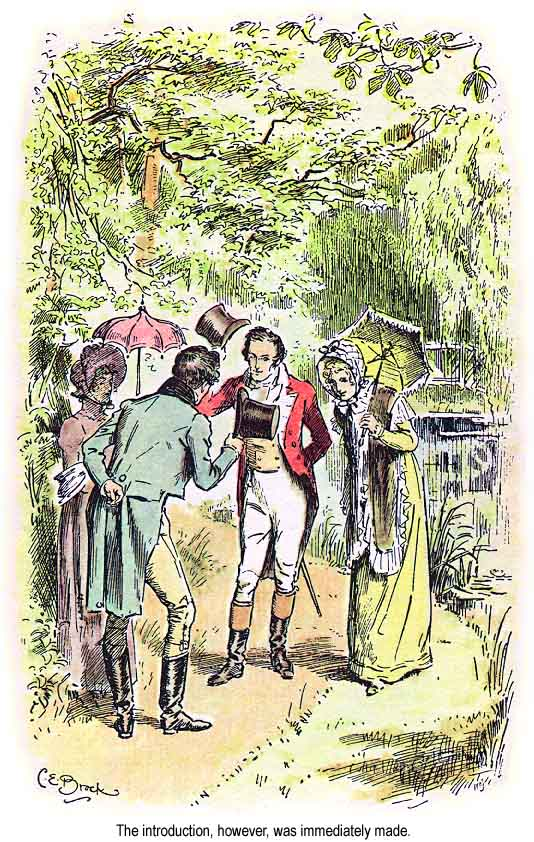
Darcy fait connaissance avec les Gardiner tandis qu'ils visitent son domaine avec Elizabeth (C. E. Brock, 1895).

Les visiteurs traversent enfin la rivière sur un pont (dont la narratrice souligne la simplicité), qui « s'harmonisait avec l'allure générale du décor ». Il permet de revenir vers le château par « un chemin plus direct sur l'autre rive ». C'est là qu'ils sont rejoints, puis raccompagnés, par le propriétaire en personne, qui se conduit en hôte non simplement poli (civil) mais réellement attentionné (attentive), demandant à une Elizabeth stupéfaite « de le présenter à [ses] amis » et poursuivant avec Mr Gardiner la conversation sur la pêche que ce dernier avait commencée avec le jardinier. La perfection esthétique du parc sert ainsi d'écrin au comportement sans « orgueil mal placé » (« no improper pride ») et « parfaitement aimable » (« perfectly amiable ») de Darcy, et la promenade en compagnie d'Elizabeth et des Gardiner préfigure la conclusion, où la narratrice précise qu'avec les Gardiner, Darcy et Elizabeth « restèrent toujours dans les termes les plus intimes ».

### Pemberley House

#### Visite guidée
La visite de la demeure commence, après le hall d'entrée, par le dining parlour, la salle à manger. La pièce est sommairement décrite : « grande, parfaitement proportionnée et meublée avec goût » (« a large, well-proportioned room, handsomely fitted up »). Mais Elizabeth se contente d'y jeter un coup d'œil, car seule l'intéresse la perspective (prospect) visible de la fenêtre : c'est un beau tableau bien construit, une scène parfaitement agencée, un « objet pittoresque », selon la définition de Gilpin lui-même,. La disposition architecturale met en valeur toutes les perspectives. Elles s'encadrent dans chaque fenêtre des pièces visitées, subtilement différentes mais toujours belles.
Ces « autres pièces » ne sont pas plus détaillées que leur ameublement : hautes de plafond (lofty), très belles (handsome), elles ont un mobilier « proportionné à la fortune du propriétaire ». Elizabeth Bennet constate l'absence d'ostentation et admire la sûreté du goût de ce dernier, car « il n'y avait là rien de voyant ou d'inutilement somptueux, moins de splendeur mais plus de réelle élégance qu'à Rosings ».
Dans tout l'aimable bavardage de leur guide, Mrs Reynolds, elle n'arrive à s'intéresser qu'aux remarques concernant Darcy et sa sœur. Ni le sujet des tableaux, ni la dimension des pièces et la valeur du mobilier ne retiennent son attention : « Mrs Reynolds could interest her on no other point. She related the subject of the pictures, the dimensions of the rooms, and the price of the furniture, in vain ».
À l'étage, un vaste couloir (lobby) permet d'accéder à un joli petit boudoir, fraîchement aménagé pour Georgiana Darcy, à deux ou trois chambres d'apparat (principal bedrooms) ouvertes à la visite et à la grande galerie de peintures, contenant des tableaux de valeur et de nombreux portraits de famille ; mais Elizabeth ne s'arrête que devant le seul portrait qu'elle peut reconnaître, étonnamment ressemblant précise la narratrice (striking resemblance), et le contemple (par deux fois) pendant plusieurs minutes.

#### Autres détails

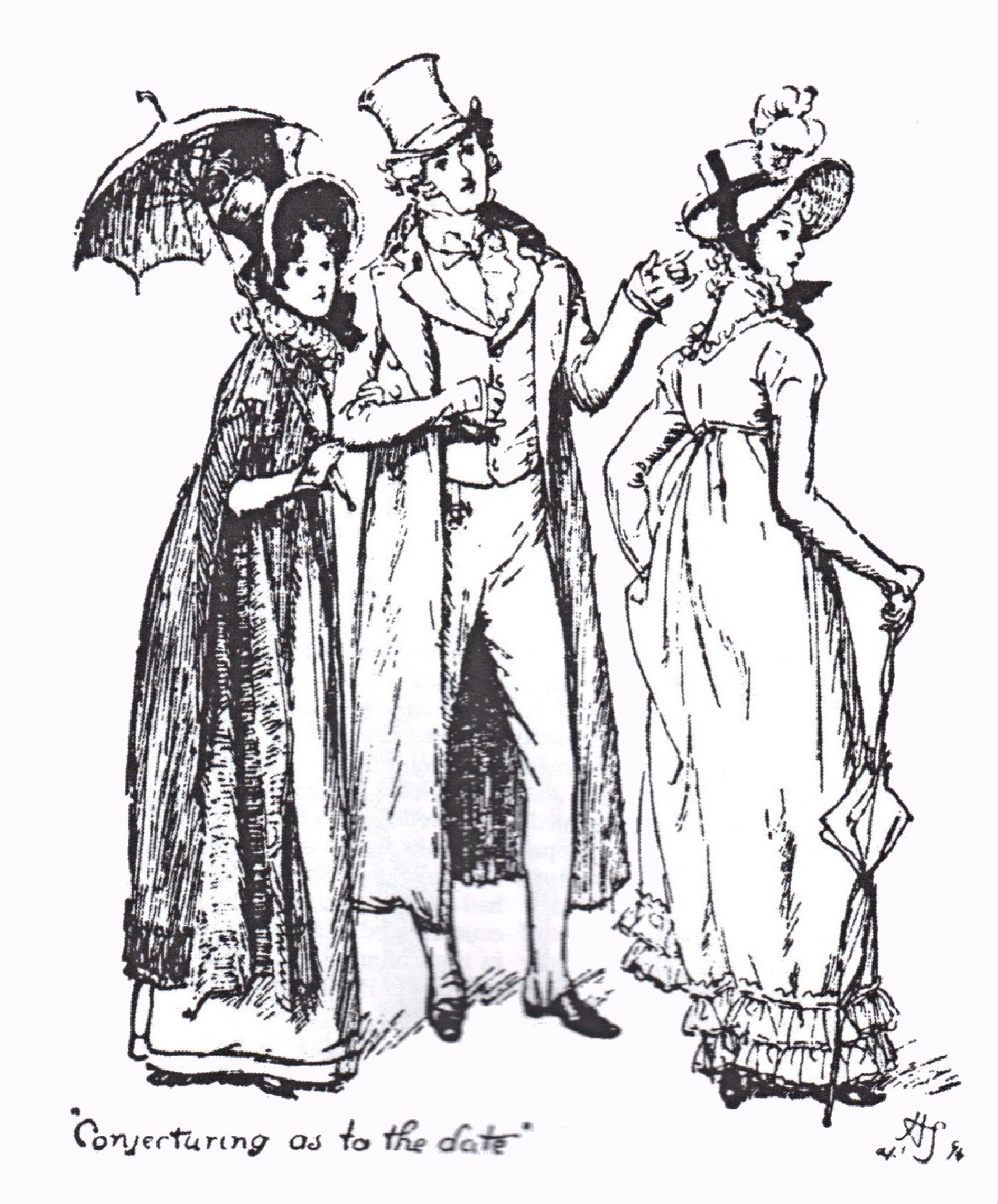
Mr Gardiner se demande quelle est la date de construction de Pemberley (Hugh Thomson, 1894).

Lorsqu'elle viendra, avec sa tante, deux jours après, rendre à Miss Darcy sa politesse, toutes deux seront introduites dans un salon situé au nord, aux portes-fenêtres donnant sur les collines boisées à l'arrière du château, et s'ouvrant sur une pelouse ornée de beaux chênes et de marronniers.
On sait, par la discussion à Netherfield entre Miss Bingley et  Mr Darcy, que Pemberley possède aussi une fort belle bibliothèque, « œuvre de maintes générations », précise Darcy qui continue à l'enrichir, considérant que c'est un devoir, à l'époque troublée où ils vivent (in such days as these), de préserver ce patrimoine.
L'âge du bâtiment n'est pas  précisé. Le lecteur, comme Mr Gardiner, ne peut que se livrer à des conjectures : l'existence de la galerie du premier étage pourrait en faire remonter la construction à l'époque élisabétaine ou jacobéenne, mais le vaste couloir sur lequel donnent les pièces de l'étage (spacious lobby) est d'invention récente. Beaucoup de demeures ont encore des pièces en enfilade. L'aménagement du joli (very pretty) boudoir de Georgiana, juste terminé dans des couleurs claires, l'attention portée aux perspectives visibles de chaque fenêtre, comme l'existence d'un salon ouvrant directement sur les pelouses, sont caractéristiques du goût de la fin du XVIIIe siècle pour le contact avec la nature et soulignent le soin qu'a mis le propriétaire à aménager sa demeure.

### Gestion du domaine

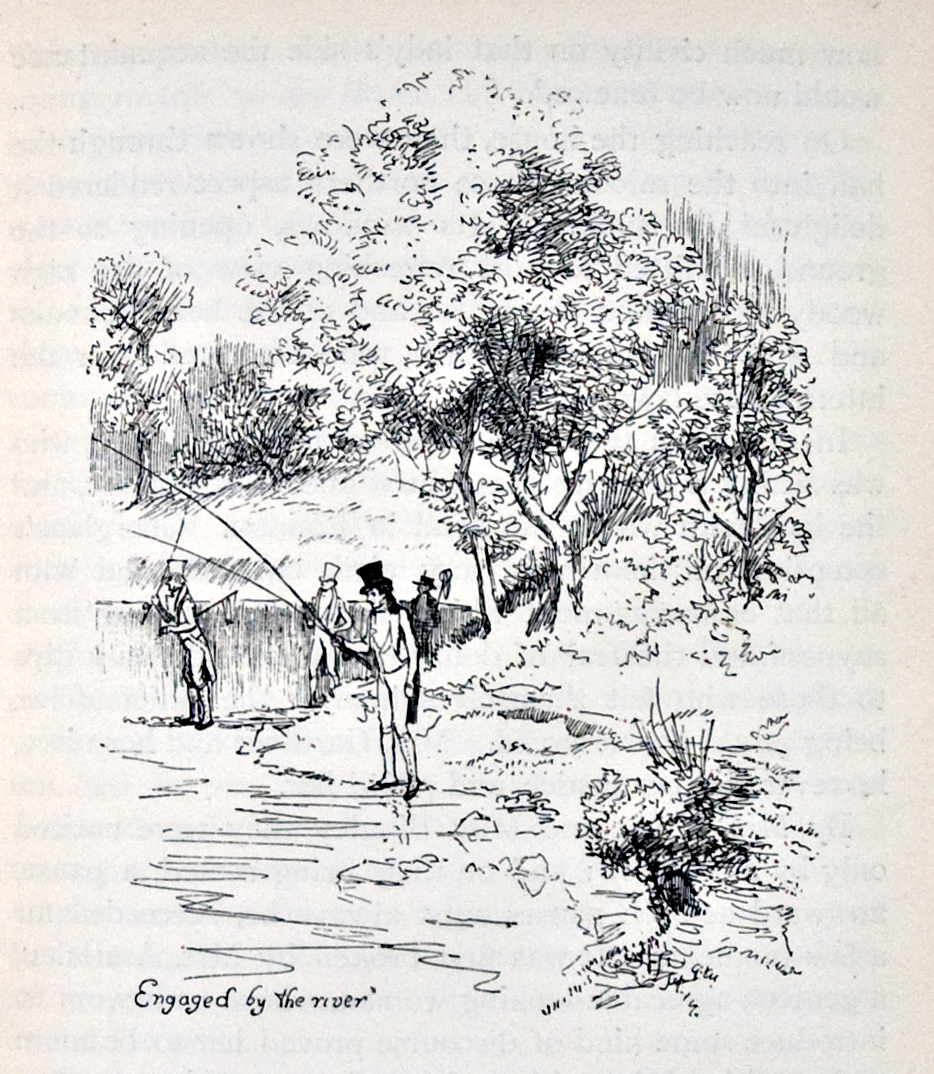
Partie de pêche, un matin d'été, à Pemberley (Hugh Thomson, 1894).

Jane Austen introduit le lecteur dans le secteur noble du château, celui qui est ouvert au public, et dans la partie des appartements accessible aux visiteurs que la femme de charge (the housekeeper), qui appartient à la classe supérieure des serviteurs, est chargée d'accueillir et de guider. Ceux qui exploitent ou entretiennent le domaine restent invisibles, sauf le jardinier anonyme chargé de faire visiter le parc. Seule la femme de charge est décrite brièvement : « une femme âgée, d'apparence très respectable et bien plus polie que ce qu'Elizabeth s'attendait à trouver » ; son nom, Mrs Reynolds, est cité pour la première fois lorsqu'elle confirme que Darcy est bien absent, ajoutant, au grand dam d'Elizabeth : « mais nous l'attendons demain avec un grand nombre d'amis ».

#### Un maître responsable
Darcy justifiera son arrivée inopinée et solitaire, un jour avant ses amis et sa sœur, par des questions à régler avec son régisseur, ce qui souligne son sens des responsabilités. L'intendante précise d'ailleurs aux Gardiner que le maître de Pemberley, contrairement à beaucoup de jeunes gens riches, est un propriétaire sérieux qui passe la moitié de l'année sur le domaine : elle « pourrait courir le monde sans en trouver un qui le vaille », le considérant comme « le meilleur des propriétaires et le meilleur des maîtres », hautement apprécié de tous ses serviteurs et de tous ses fermiers, ce qui fait dire à Mrs Gardiner : « J'imagine que c'est un maître généreux, et ça, aux yeux d'un domestique, implique toutes les qualités » (« He is a liberal master, I suppose, and that in the eye of a servant comprehends every virtue »). Si cette apologie peut paraître exagérée et fait sourire Mr Gardiner, l'allusion à la « bonne réputation » (« good name ») de Darcy auprès de ses fermiers indique qu'ils sont satisfaits de la gestion du domaine, qui se fait à leur bénéfice autant qu'à celui du propriétaire.
L'influence d'un grand propriétaire terrien (landlord) est alors considérable. Principal employeur local, responsable des conditions de vie des habitants du domaine (serviteurs, fermiers ou métayers), il est souvent juge de paix et nomme les pasteurs des paroisses qui dépendent de lui. On en connait au moins une, Kympton, dont le vieux Mr Darcy souhaitait faire profiter George Wickham, en remerciement des services rendus par son père, longtemps régisseur du domaine.

#### Un domaine  productif
Puisque Darcy fréquente Bingley (qui porte un nom typique du Yorkshire), d'une famille probablement de Leeds et liée au commerce de la laine, on peut supposer que ses fermiers élèvent des moutons, tant pour la laine que la viande. Il est aussi possible que, vu sa situation géographique, le domaine possède des exploitations minières dans le Peak District, où se trouvaient des carrières de calcaire, de marbre, d'albâtre, et des mines de plomb, de fer et de charbon.
Les fruits qu'on apporte aux dames en visite, les « belles pyramides de raisins, pêches et brugnons », viennent des vergers, et des serres qui permettaient aux familles riches d'avoir sur leur table des fruits frais en toute saison. Et si la pêche est un divertissement sportif pour les invités (surtout la pêche à la truite), elle est aussi une ressource appréciée dans l'économie des domaines,.

## Importance et rôle symbolique
Situé loin, à la fois géographiquement et moralement, des valeurs vaines ou superficielles que représentent les autres demeures habitées (Longbourn/Meryton) ou visitées (Rosings Park) par l'héroïne du roman, Pemberley est présenté par Jane Austen comme le symbole et le domaine de valeurs « vraies ». Sa description est, à tous points de vue, le centre moral du roman, le lieu où se rejoignent raison et sentiments, nature et art, le lieu où le naturel et l'artificiel, la société et l'individu trouvent un équilibre harmonieux. Mrs Bennet ne verra dans le mariage de sa fille que l'aspect financier : les dix-mille livres annuelles, l'accès aux disponibilités financières et aux biens de consommation (les bijoux, les voitures, les toilettes), mais Elizabeth prend conscience, en arpentant les terres de Pemberley et en entendant les propos de Mrs Reynolds, non seulement des grandes qualités humaines du propriétaire mais du nombre de ses obligations et du poids de ses responsabilités, comme chef de famille et administrateur d'un domaine prestigieux, qu'il gère en gardien scrupuleux et non en « maître absolu » : « Comme frère, comme propriétaire, comme maître, de combien de personnes ne tenait-il pas le bonheur entre ses mains ! Que de plaisir ou de douleur il était en son pouvoir d'octroyer ! Que de bien, ou que de mal il était en état de faire ! »,.

### Valeurs du domaine

#### Valeurs matérielles et sociales
Au plan strictement matériel, Pemberley est un domaine opulent, qui rapporte annuellement 10 000 £ net à son propriétaire. Ce n'est pas le plus riche des nombreux domaines qui émaillent les romans de Jane Austen ; c'est Sotherton, la propriété à l'allure de prison de Mr Ruthworth, dans Mansfield Park, qui a ce privilège de rapporter annuellement 12 000 £. Il fait cependant de  Mr Darcy un puissant landlord et l'un des célibataires les plus fortunés de Grande-Bretagne. Cependant, contrairement à Maria Bertram, qui accepte d'épouser Mr Rushworth, le terne et sot propriétaire de Sotherton, et qui est intéressée par l'assise sociale que lui donneront cette antique propriété et ses amples revenus, Elizabeth Bennet a fièrement refusé la demande arrogante et humiliante du riche Mr Darcy.
Mais les louanges dithyrambiques de Mrs Reynolds, qui font d'abord sourire les Gardiner, contribuent à ériger une nouvelle image de Darcy, ou plutôt à redonner leur juste valeur à sa générosité, son sens de l'hospitalité, son amour fraternel, que Wickham avait mis sur le compte de l'amour-propre et d'un orgueil démesuré :
« [Pride] has often led him to be liberal and generous -- to give his money freely, to display hospitality, to assist his tenants, and relieve the poor. Family pride, and filial pride -- for he is very proud of what his father was -- have done this. Not to appear to disgrace his family, to degenerate from the popular qualities, or lose the influence of the Pemberley House, is a powerful motive. He has also brotherly pride, which, with some brotherly affection, makes him a very kind and careful guardian of his sister. »
« C'est l'orgueil qui l'a souvent conduit à être libéral et généreux : à donner son argent sans compter, à afficher son sens de l'hospitalité, à assister ses fermiers et secourir les pauvres. L'orgueil familial, l'orgueil filial — car il est particulièrement fier de ce qu'était son père — en sont la cause. Ne pas avoir l’air de déshonorer sa famille, de déchoir en perdant des qualités estimées, ou de laisser se perdre l'influence de sa Maison est un puissant mobile. Et son orgueil fraternel, renforcé d’un zeste d’affection fraternelle, fait de lui un tuteur plein de bonté et de sollicitude pour sa sœur. »
Les paroles de la gouvernante soulignent en particulier une valeur de Pemberley : la qualité des relations existant entre le maître et les serviteurs, qui découle de son sens de la responsabilité sociale. Les domestiques et les métayers, ce nombreux personnel nécessaire à l'entretien et l'exploitation du domaine, « parlent de lui en bien », et le jardinier aura « un sourire triomphant » en précisant à Mr Gardiner la taille du parc. Pour David Monaghan, dans Jane Austen, Structure and Social Vision, les réactions et les remarques de la respectable vieille dame, qui précise qu'elle est entrée au service des Darcy lorsque le maître actuel avait quatre ans (soit vingt-quatre ans plus tôt), montrent qu'il a avec eux des liens privilégiés : il n'attend pas de leur part une obéissance aveugle et mécanique, mais les considère comme des personnes rationnelles et dignes de respect, qui peuvent être incluses dans la communauté dont il est le responsable, parce qu'elles en reconnaissent les valeurs.

#### Valeurs morales

##### Le domaine-miroir
À l'époque, l'aspect d'un domaine est perçu comme représentant son propriétaire, selon la tradition héritée du XVIIIe siècle de créer des paysages à connotation morale, où s'équilibrent la nature et l'art, la beauté et l'utilité. Pénétrer dans cet espace privé qu'est Pemberley, où elle ne s'aventure que parce qu'elle croit, à tort, le propriétaire absent, permet donc à Elizabeth de pénétrer en quelque sorte la personnalité même de Darcy et de prendre conscience de ses réelles qualités, que ses préjugés à elle, et son comportement à lui, avaient masquées. Darcy devient digne d'intérêt à cause de l'aspect de son domaine, et parce que l'accord entre le domaine et son propriétaire est ici parfait : il est admirablement « dépeint » à travers Pemberley, où sa présence et sa personnalité apparaissent partout « en creux ». Pemberley, reflet non seulement de ses goûts, mais aussi de son caractère, révèle et restitue sa véritable personnalité comme un miroir courbe, selon le principe de l'anamorphose. Cependant, comme le parc qui apparait de plus en plus beau au fur et à mesure de la promenade, mais qui demanderait plus de temps pour être exploré en entier, sa nature profonde ne se dévoile que progressivement.
Darcy n'est vraiment lui-même que chez lui : lorsqu'il est loin de Pemberley, il porte un masque : il est non une personne, mais le personnage prédéfini qui correspond à son rôle social. La visite initiatique de Pemberley, à l'intérieur comme à l'extérieur, offre maintenant à Elizabeth un nouvel éclairage sur le personnage et lui permet, en remettant les choses en perspective, d'en reconstruire une image positive. Elle pourra affirmer à sa tante que le comportement de  Mr Darcy, en particulier  à l'égard de Wickham, « était passible d'une interprétation toute différente » (« his actions were capable of a very different construction ») et à son père qu'il n'a pas d'orgueil mal placé, parce qu'elle a compris qu'il s'agit de la fierté légitime du propriétaire responsable d'un patrimoine aussi estimable que prestigieux.

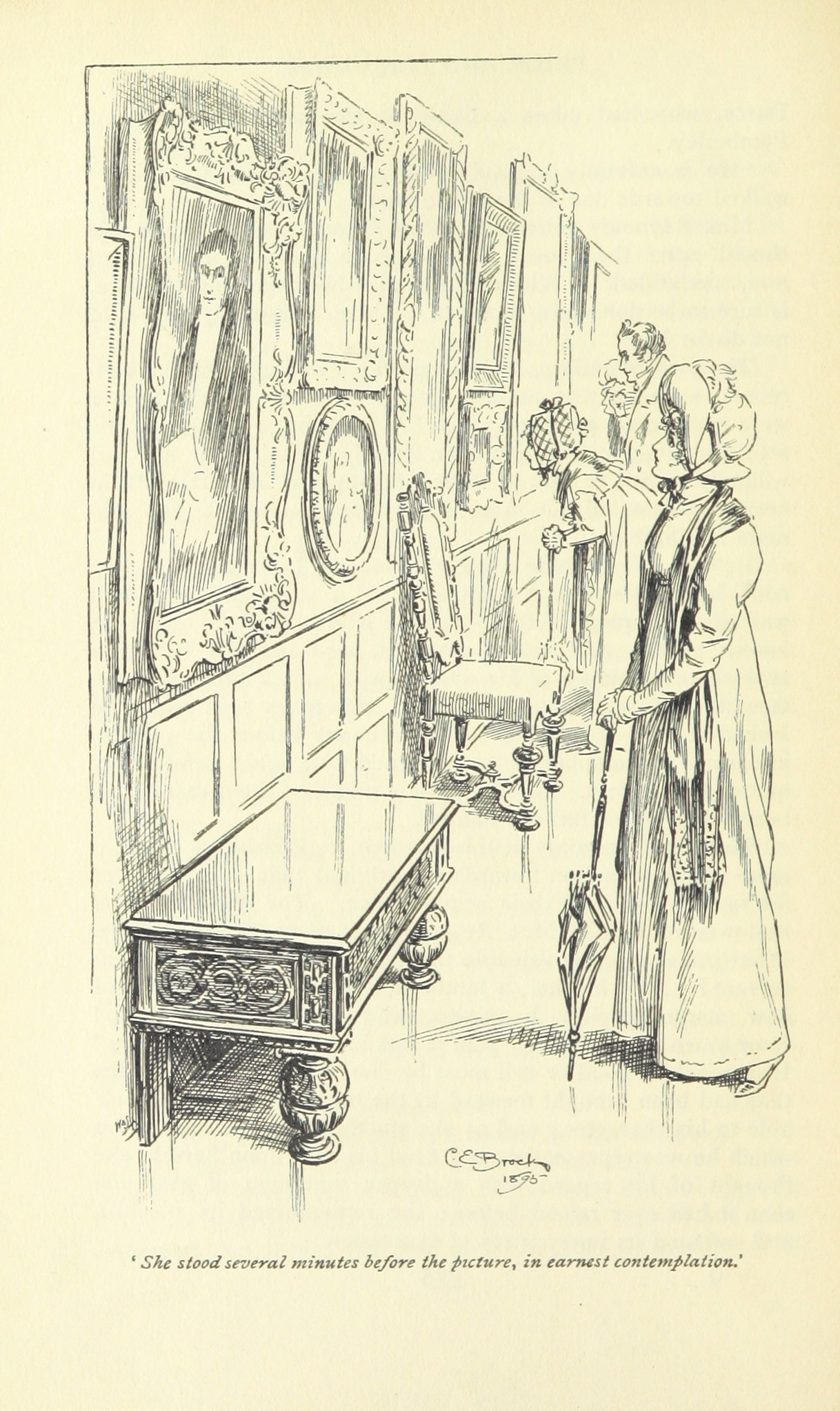
Elizabeth reste de longues minutes devant le portrait de Darcy (C. E. Brock, 1895).

##### Le portrait
Elizabeth prend définitivement conscience de la noblesse du caractère de Darcy comme de l'importance de sa position sociale en regardant son « grand » portrait. Les miniatures de Darcy, Georgiana et Wickham qu'elle a vues au rez-de-chaussée ont un côté intime et familier, mais le portrait officiel se trouve au milieu des portraits de famille, dans la grande galerie de peintures au premier étage, au cœur de Pemberley ; c'est là qu'aboutissent, symboliquement, son voyage erratique (à la fois géographique, sentimental, social et moral), et sa quête : « Elizabeth se mit en quête du seul visage dont les traits lui seraient connus. À la fin, [ce visage] la fit s'arrêter » (« Elizabeth walked on in quest of the only face whose  features would be known to her. At last it arrested her »).
Elle regarde longuement (several minutes) et « avec sérieux » (in earnest contemplation) ce portrait « extraordinairement ressemblant » (a striking resemblance) : si elle a été de plus en plus impressionnée tout au long de la visite, ses sentiments et son émotion sont au plus haut quand elle arrive devant le portrait, au point qu'elle revient y jeter un coup d'œil (retourned to it again) avant de quitter la galerie.
De façon métaphorique, les deux protagonistes se trouvent enfin réunis là, dans un échange de regards signalé par une tournure de phrase assez mystérieuse, comme si le portrait était vivant : « elle se tenait debout devant la toile, sur laquelle il était représenté, et fixait son regard sur elle » (« she stood before the  canvas, on which he was represented, and fixed his eyes upon herself »).
Ce portrait a été peint plusieurs années auparavant, du vivant de son père, précise l'obligeante cicerone, ce qui sous-entend qu'il traduit l'image que son père et sa famille avaient alors de lui. Or il est souriant, « de ce sourire qu'[Elizabeth] se souvenait lui avoir vu quelquefois quand il la regardait ». Katrin Burlin suggère que Jane Austen, comme les grands portraitistes du XVIIIe, a réussi, dans ce tableau, à capturer la psychologie profonde de son sujet, qui se dévoile dans ce sourire. Ainsi, la contemplation de la peinture, s'ajoutant aux éloges de « l'intelligente domestique » Mrs Reynolds, pousse Elizabeth à reconsidérer ses jugements sur l'« original ». Sous le regard souriant du portrait elle peut maintenant « se remémorer la chaleur [de ses sentiments], et oublier la manière déplaisante dont ils avaient été exprimés ».
Ces deux moments devant l'image fixée sur la toile préparent en quelque sorte les deux rencontres « en vrai » qui vont se produire juste après. La première fois, Darcy débouche soudain, comme une apparition, de l'allée qui mène aux écuries, se figeant de surprise en accrochant le regard d'Elizabeth (« so abrupt was his appearance […] Their eyes instantly met […] and for a moment [he] seemed immovable from surprise ») ; un peu plus tard, lorsque le petit groupe achève sa visite, il vient à sa rencontre dans le cadre du parc, après qu'elle a emprunté le petit pont qui, franchissant la rivière, ramène les visiteurs « par un chemin plus direct » vers le château, symbole du pont qu'ils sont en train de construire sur le gouffre de leurs préjugés.

### Une société idéale
Dans le dernier chapitre d'Orgueil et Préjugés, Pemberley House est présenté comme le foyer (le home) où Elizabeth va trouver le « confort, l'élégance et l'intimité de la vie familiale », le lieu utopique où il est possible de vivre loin des mesquineries, de la bassesse, de la vanité du monde.

#### Lieu de réconciliation
À Pemberley, l'espace naturel, social et domestique est « en ordre », contrairement à Longbourn, la maison natale d'Elizabeth, où les parents ont failli, à Meryton, où la société est superficielle et versatile, voire à Rosings Park, siège d'une aristocratie conservatrice figée, méprisante et orgueilleuse. Pemberley est donc un monde idéal et patriarcal, un de ces « petits groupes » (little platoon), selon l'expression d'Edmund Burke, où sont respectées les valeurs qu'il considère comme essentielles, et qui correspondent aussi à l'idéal conservateur de Jane Austen.
Pemberley devient ainsi, par le mariage de Darcy et Elizabeth, le siège d'une nouvelle harmonie, un microcosme organisé, lieu de réconciliation sociale où se résolvent toutes les tensions entre les différents groupes. C'est le nouveau centre où ils accueillent ceux qui sont jugés dignes de faire partie de leur famille, reconstituant autour d'eux une famille de cœur : Georgiana Darcy s'y épanouit aux côtés d'Elizabeth, Catherine Bennet s'y cultive, Jane et Charles Bingley, une fois installés « à moins de trente miles » de Pemberley, y sont souvent fraternellement invités, Mr Bennet adore s'y rendre à l'occasion, les Gardiner y sont toujours reçus comme des parents très aimés et même Lady Catherine de Bourg « condescendra » à y revenir, sans toutefois abandonner ses préjugés aristocratiques. Ainsi, les trois classes sociales du monde de Jane Austen, l'aristocratie, la landed gentry et le commerce peuvent se réconcilier et vivre en harmonie à Pemberley.

#### Triomphe d'Elizabeth

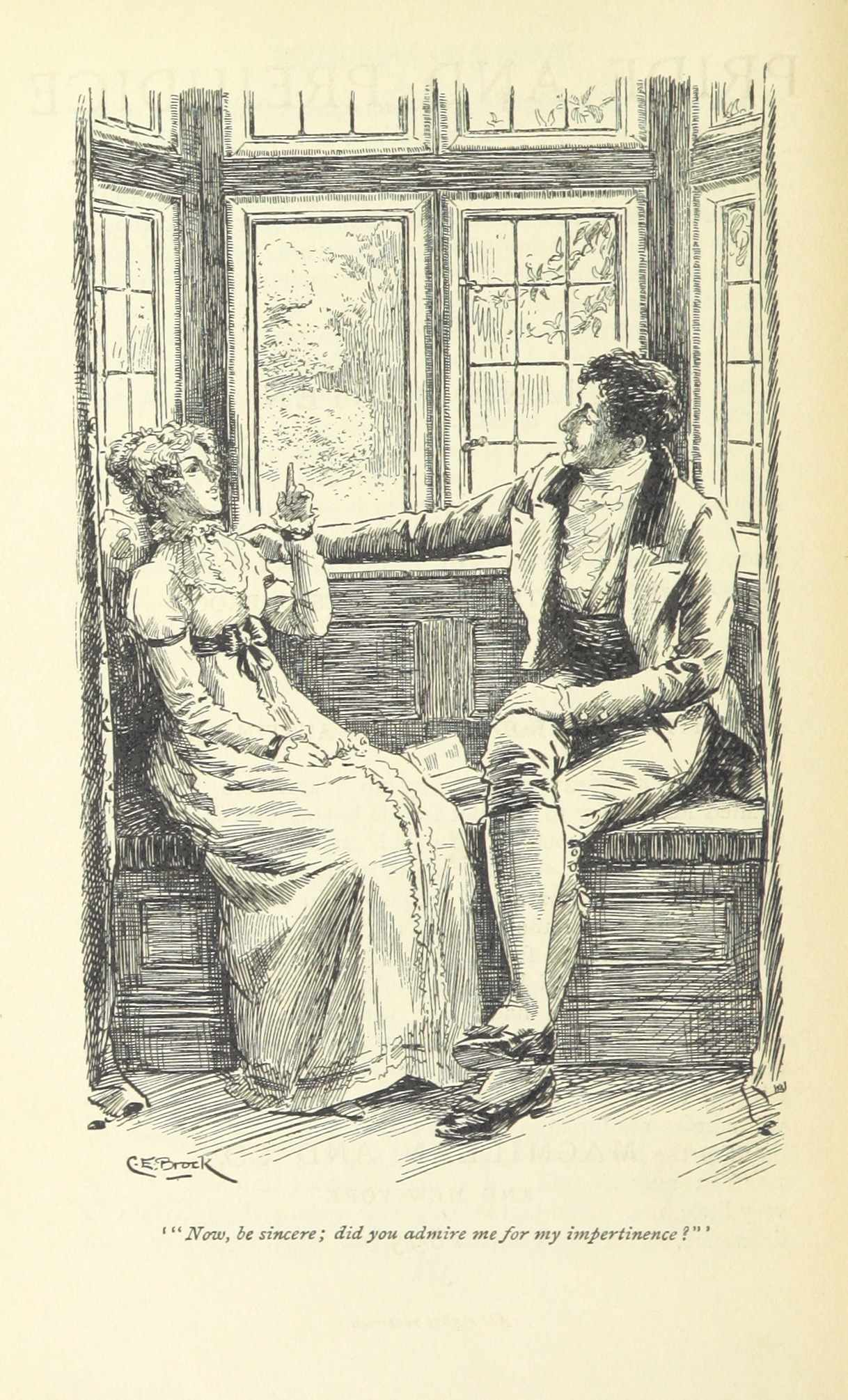
À Pemberley, Elizabeth pouvait s'adresser à Darcy d'un ton gai et enjoué (her lively, sportive manner of talking) et le plaisanter ouvertement (the object of open pleasantry).

Point d'aboutissement du roman, Pemberley voit l'apothéose d'Elizabeth, qui, grâce à son nouveau statut, y jouit de « la félicité conjugale », de la fortune et du pouvoir. L'accession à la richesse lui permet d'aider « fréquemment » Lydia « dans la mesure où il était en son pouvoir de le faire en pratiquant ce que l'on pourrait appeler des économies sur ses dépenses personnelles ».
Être la « maîtresse de Pemberley » est ainsi la revanche éclatante de l'héroïne humiliée ; mais la présence en son sein du « plus brillant joyau du Hertfordshire », pour reprendre le cliché employé par Sir William, va aussi permettre au domaine d'irradier encore plus.
D'ailleurs Miss Bingley, qui, toujours en quête de considération, ne perd jamais de vue ses intérêts, juge bon d'équilibrer ses comptes pour continuer à être invitée et s'empresse de « sold[er] tout son arriéré de politesse vis-à-vis d'Elizabeth » (« paid off every arrear of civility to Elizabeth »). Quant à Lady Catherine, qui a réagi si grossièrement à l'annonce de son mariage que Darcy a rompu toute relation avec elle, Elizabeth a suffisamment d'influence sur son époux pour « le persuader de consentir à oublier l'offense et à chercher une réconciliation » : « by Elizabeth's persuasion, he was prevailed on to overlook the offence, and seek a reconciliation ».
Cependant, comme tout paradis, Pemberley a ses exclus et ses bannis : Mrs Bennet et Mary n'y sont pas explicitement invitées et si Lydia peut parfois y séjourner, Wickham, parce qu'il a refusé de respecter ses règles, en a été chassé, et parce qu'il ne s'est pas amendé, a définitivement perdu le droit d'y revenir.

#### Un monde en sursis
Mais Jane Austen sait qu'elle vit une période de transition et que l'idéal aristocratique et conservateur défendu par Edmund Burke, cet idéal personnifié par Darcy et institutionnalisé par Pemberley, est en déclin. Si Darcy, le landlord rationnel, bienveillant et chevaleresque a encore le pouvoir de garantir l'ordre moral (en apurant les dettes de Wickham et l'obligeant, en épousant Lydia, à respecter les règles sociales pour la sauvegarde du groupe entier), il a dû s'allier à Edward Gardiner pour le faire. Il a aussi besoin d'« acquérir un peu de gaieté » (liveliness) pour rester un modèle. Cette gaieté lui est apportée par Elizabeth, qui n'a pas le même statut social que lui, comme le lui fait aigrement remarquer Lady Catherine.
D'autres classes sociales sont en train d'émerger, celles issues de l'industrie textile et du grand commerce, représentées par les Bingley et les Gardiner. Dans deux des romans suivants, Jane Austen montre que les domaines et leurs valeurs traditionnelles sont en danger : la famille Bertram de Mansfield Park ne doit sa survie morale qu'à Fanny Price, la petite cousine pauvre, et Sir Walter Elliot est obligé de louer Kellynch Hall sa propriété ancestrale à un riche roturier plus apte que lui à l'entretenir, l'amiral Croft. Seule prospère Donwell Abbey, domaine de Mr Knightley, rigoureusement géré par un grand propriétaire, honnête homme sans inutiles prétentions aristocratiques.

## Pemberley dans la culture populaire

### En littérature
Parmi les nombreuses suites inspirées par Orgueil et Préjugés, un certain nombre tournent autour de Pemberley : la plus ancienne est un roman paru en 1923, Darkness at Pemberley par Terence Hanbury White, suivi en 1945 de Pemberley Shades de Dorothy Alice Bonavia-Hunt, et, en 1949, de la pièce en un acte The Wedding at Pemberley de Anne Russell.
Plus récemment : Pemberley: Or Pride and Prejudice Continued d'Emma Tennant (1993) ; Pemberley Place de Anne Hampson (1997) ; The Pemberley Chronicles (1997), Women of Pemberley (1998) et The Legacy of Pemberley (2010) de Rebecca Ann Collins ; Darcy's Pemberley de Morgan Frances (2004) ; Pemberley Manor de Kathryn L. Nelson (2006) ; la série des Letters from Pemberley de Jane Dawkins (2007) ; Searching for Pemberley (2009) de Mary L. Simonsen ; The Pemberley Variations d'Abigail Reynolds, une suite de six romans, publiés entre 2001 et 2010, racontant ce qui aurait pu se passer si, à tel ou tel moment clé de l'intrigue, un personnage avait agi autrement.
Dans le genre roman policier, en 2009 un roman de la série policière Mr and Mrs Darcy Mysteries de Carrie Bebris : North By Northanger: or, The Shades of Pemberley ; en 2010 The Phantom of Pemberley: A Pride and Prejudice Murder Mystery de Regina Jeffers ; en 2011 Death Comes to Pemberley de P. D. James, traduit en 2012 par Odile Demange sous le titre La mort s'invite à Pemberley .

### Sur les écrans

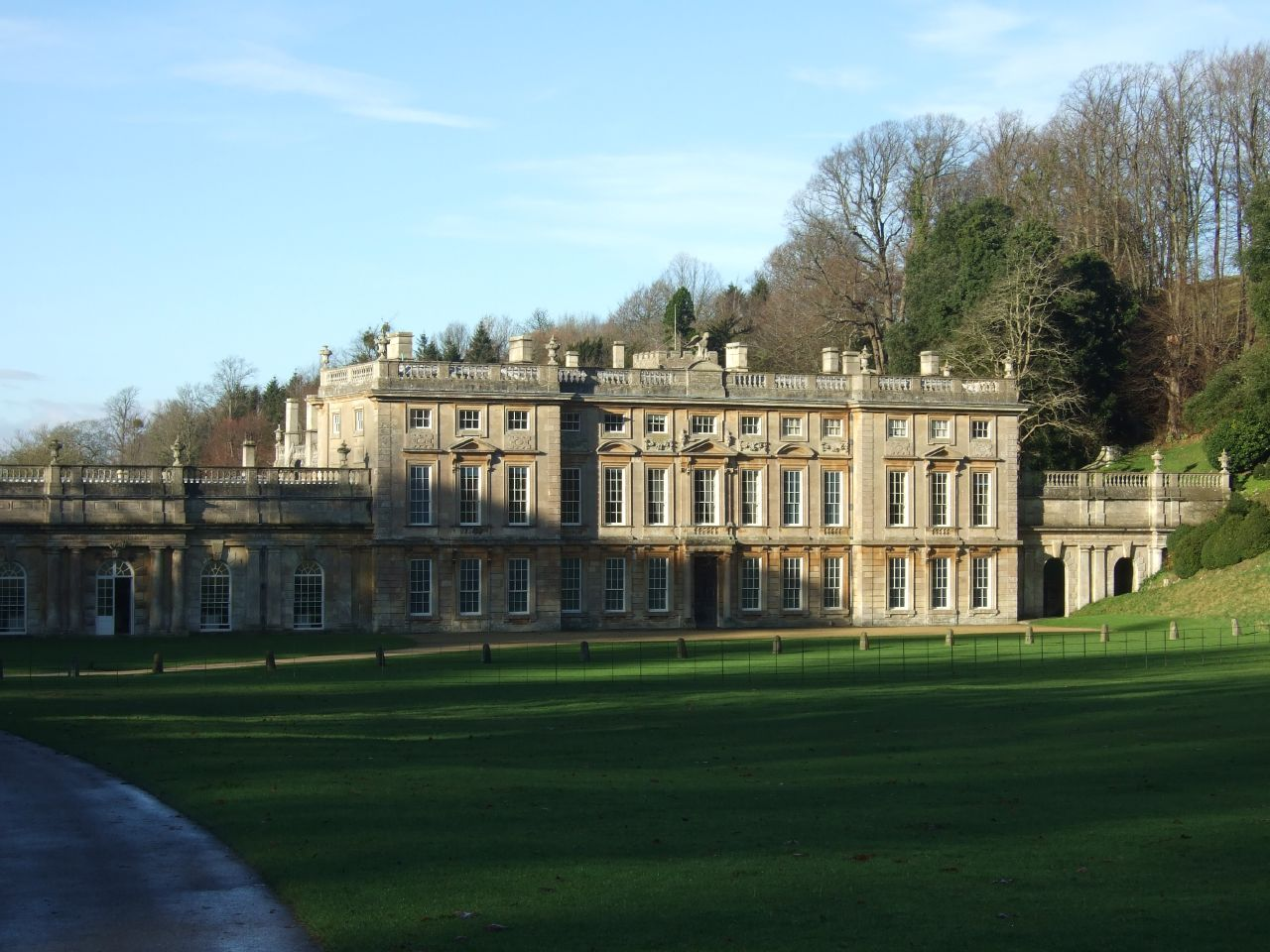
Dyrham Park dans Orgueil et Préjugés (1967).

Divers lieux ont été choisis pour représenter Pemberley, mais seulement à partir du moment où on cessa de tourner les adaptations exclusivement en studios.
Ainsi, Pemberley est supprimé dans le film de Robert Z. Leonard sorti en 1940, et n'a pas de représentation dans les premières versions télévisées, qui s'apparentent à du théâtre filmé.
C'est en 1967, dans Orgueil et Préjugés, la première version avec des scènes en couleurs, présentée par la BBC du 10 septembre au 15 octobre à l'occasion du 150e anniversaire de la mort de Jane Austen, que Pemberley apparait pour la première fois. Il s'agit de Dyrham Park, dans le Gloucestershire.

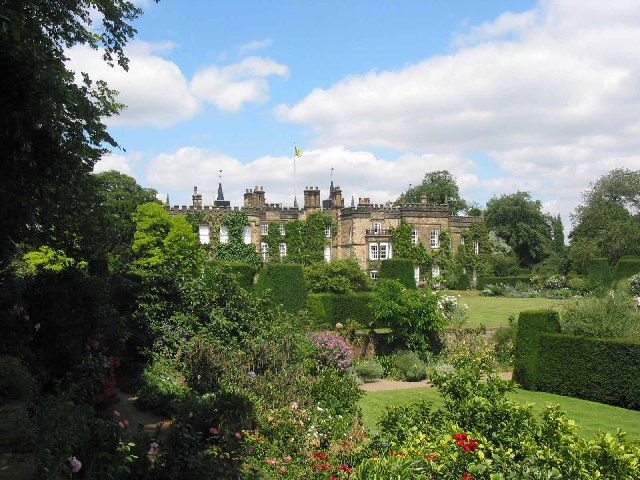
Renishaw Hall dans Orgueil et Préjugés (1980).

En 1980, dans Orgueil et Préjugés, mini-série en cinq épisodes pour la BBC, le tournage en extérieur reste encore très limité et les lieux sont assez peu déterminés spatialement. Il y a cependant une métaphorisation de l'espace, les extérieurs symbolisant un espace de liberté. C'est à Renishaw Hall que sont tournées les scènes situées à Pemberley. On voit la voiture des Gardiner traverser le parc, puis la façade du château apparaître en légère contre-plongée. Après leur entrée, la visite à l'étage de la galerie de peinture, viennent les scènes dans les jardins correspondant assez fidèlement à la description du roman : l'arrivée inattendue de Darcy surprend Elizabeth, puis, après la descente des visiteurs au bord du plan d'eau et la traversée d'un pont, Darcy les rejoint et les accompagne.

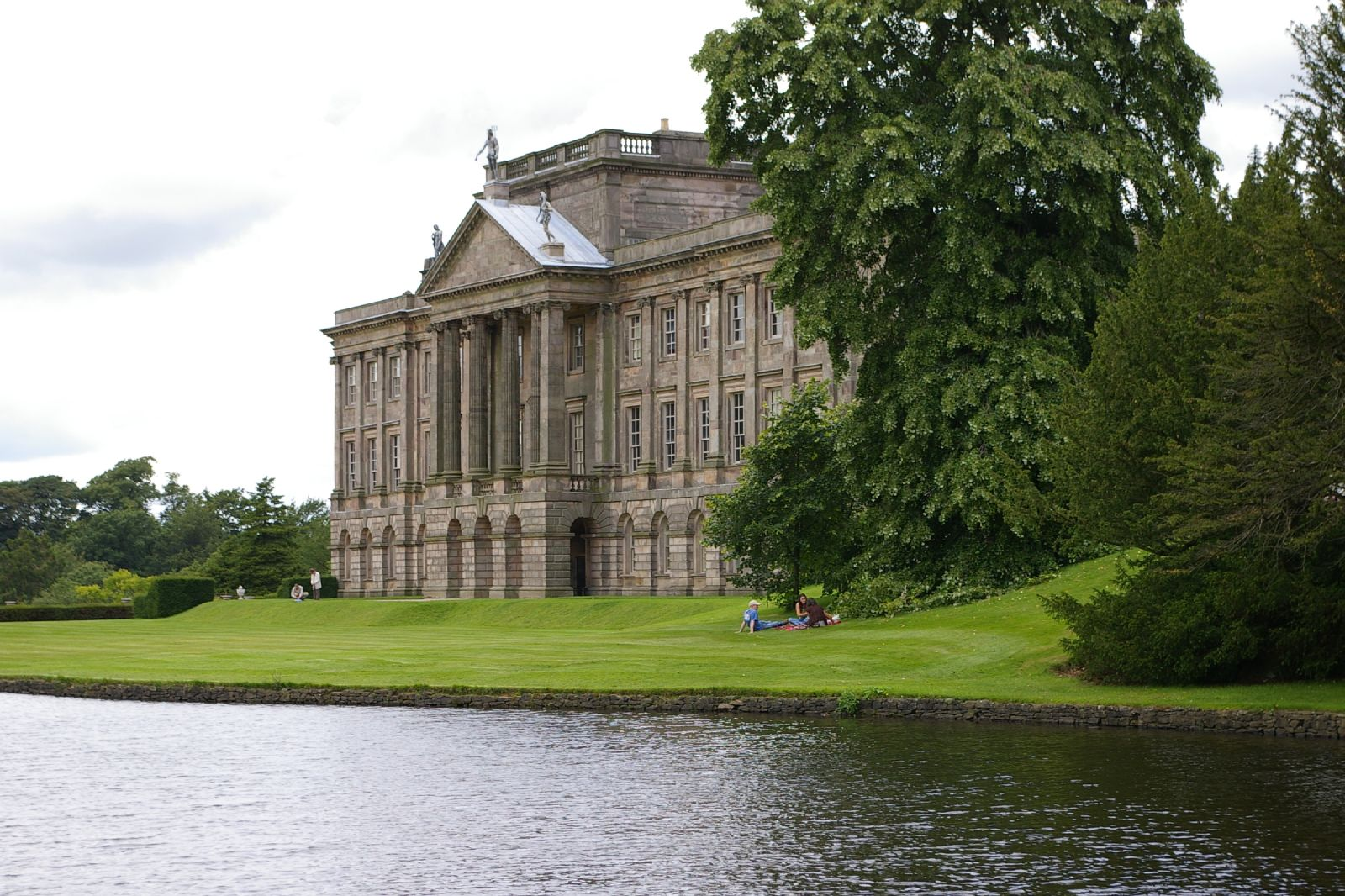
Lyme Park dans Orgueil et Préjugés (1995).

En 1995, dans  la version d'Orgueil et Préjugés en six épisodes, les décors naturels sont privilégiés, dans la tradition en train de s'établir à partir des années 1990 du heritage film (film patrimonial). Cette mini-série, tournée en Super 16, fait la part belle aux extérieurs, décors naturels et constructions appartenant au patrimoine historique britannique. Le parc de Pemberley est celui de Lyme Park. La caméra balaie lentement, presque tendrement, le paysage quand la calèche des Gardiner se dirige vers le domaine, et le château se dévoilant progressivement « dans sa beauté nue » derrière le rideau d'arbres est autant une surprise que dans le roman. Le lien profond de Darcy avec son domaine est dramatisé par la succession des séquences le concernant : l'arrivée à cheval, le plongeon dans l'étang, le retour vers le château et la descente à travers la prairie émaillée de fleurs le long du lac, avant, en point d'orgue, la rencontre avec Elizabeth ; mais le circuit pittoresque le long de la rivière est supprimé : c'est près de la calèche des Gardiner que Darcy rejoint Elizabeth, et c'est lui qui prolonge volontairement la promenade, dans une scène symbolique qui préfigure le dénouement de l'histoire, Elizabeth, maîtresse du domaine et les Gardiner accueillis en parents. Sudbury Hall, qui figure l'intérieur de Pemberley, présente des pièces tout aussi belles et imposantes (lofty and handsome) que celles qu'évoque Jane Austen.

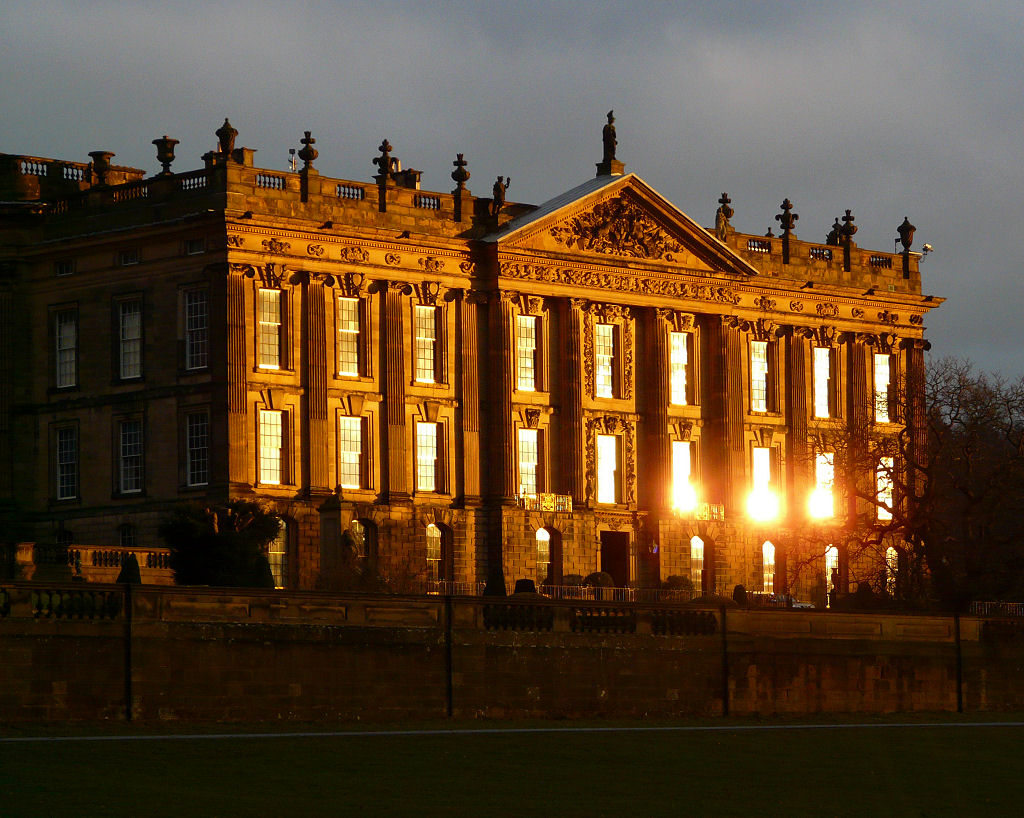
Chatsworth House, décor pour Pemberley dans Orgueil et Préjugés (2005).

Pour le film de 2005, c'est Chatsworth House qui figure Pemberley, avec quelques pièces de Wilton House, certaines parties de Chatsworth, privées, ne pouvant être utilisées. Mais le film prend beaucoup de libertés par rapport au roman. Il gomme tout l'aspect symbolique de la visite de Pemberley, puisque Darcy et Elizabeth se rencontrent à l'intérieur, la chargeant, en revanche d'un érotisme latent. Elizabeth, qui a laissé les Gardiner et la femme de charge en quittant la Galerie de sculptures où elle a intensément contemplé un buste de Darcy, erre dans de somptueuses pièces remplies d'objets de prix, s'enfonçant dans la profondeur du décor, jusqu'à ce qu'elle entende un piano et découvre Georgiana et Darcy, dans une scène intime et fraternelle. Elle les observe en silence et s'enfuit lorsqu'il la découvre. Chatsworth est un somptueux décor en trompe-l'œil dans lequel Keira Knightley entraîne le spectateur comme un voyeur, et dont l'opulence fait perdre de vue le sujet même : la compréhension par l'héroïne de la véritable personnalité du héros à travers l'aspect de son domaine.

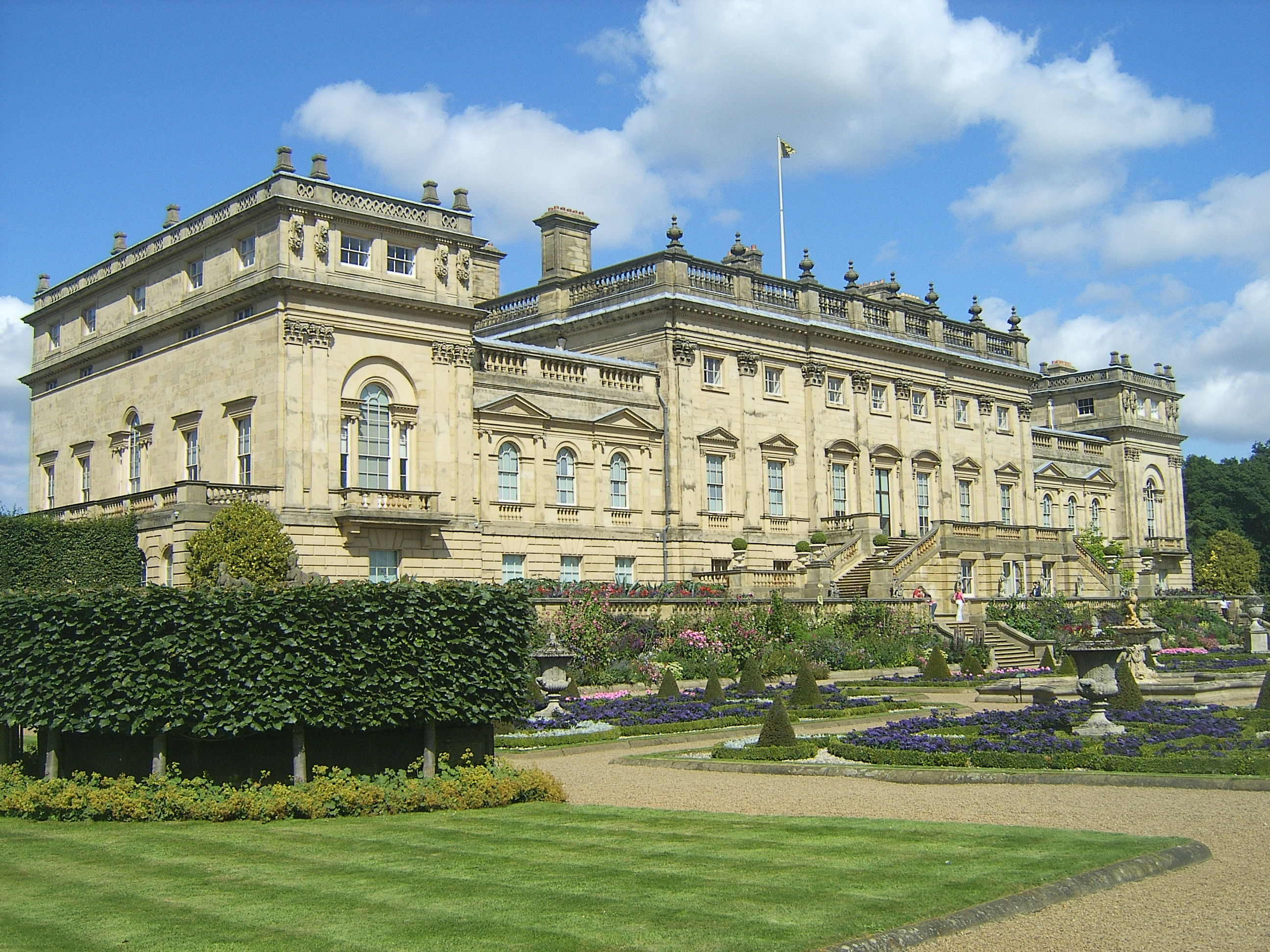
Harewood House dans Orgueil et Quiproquos (2008).

Orgueil et Quiproquos (Lost in Austen), parodie d'Orgueil et Préjugés tournée en 2008, est rempli de clins d'œil aux œuvres visuelles précédentes - dont des séquences sont pastichées - et satirise la société britannique du début du XXIe siècle. Harewood House, une imposante demeure du milieu du XVIIIe siècle située dans le West Yorkshire, est le domaine d'un Darcy hautain et particulièrement attaché aux droits et devoirs de sa caste, qui n'a jamais rencontré Elizabeth Bennet. Tombé amoureux de la romanesque et gaffeuse Amanda Price, il l'invite à Pemberley puis l'en chasse, mais, après une plongée traumatisante dans le monde moderne, lui offre de rester dans le monde du roman, tandis qu'Elizabeth se sent à l'aise dans le Hammersmith du XXIe siècle. Lorsqu'Amanda vient le rejoindre à Pemberley, il contemple le parc paysager depuis la terrasse du jardin à la française, auquel il tourne symboliquement le dos.

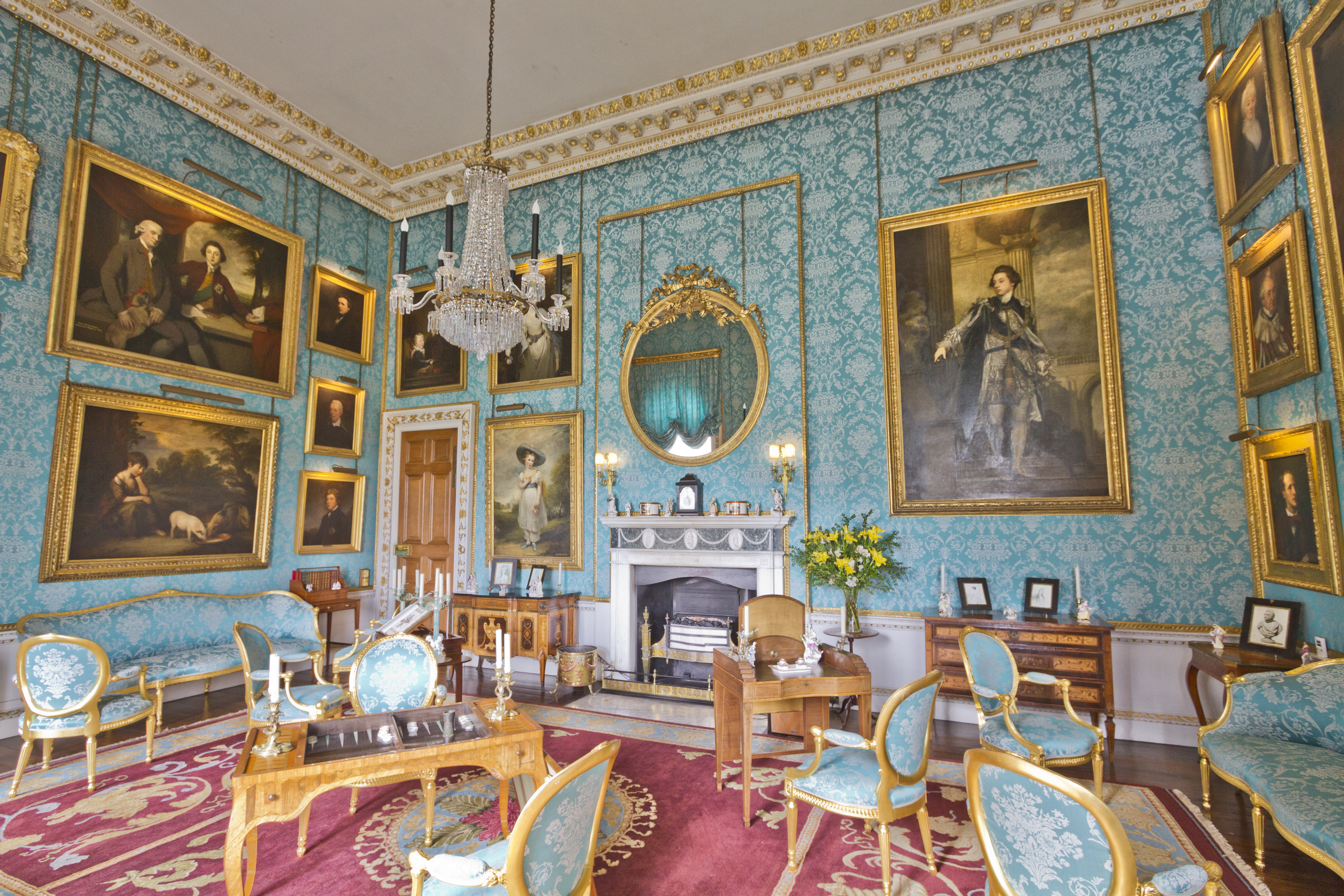
Le salon turquoise du château Howard, le salon d'Elizabeth à Pemberley.

Dans le roman de P. D. James paru en 2011, Death Comes to Pemberley, l'action débute la veille du grand bal annuel, le « bal de Lady Anne », remis à l'honneur par Elizabeth depuis son mariage avec Darcy, six ans plus tôt. Pour représenter Pemberley dans l'adaptation en trois épisodes diffusée pour la première fois sur la BBC fin décembre 2013, trois country houses ont été mises à contribution. La plupart des scènes situées à l'intérieur furent tournées au Château Howard et dans Harewood House, quelques-unes dans Chatsworth House ; mais tous les extérieurs furent filmés à Chatsworth House.

### Avatars divers
Le site lancé en juillet 1996 par deux Américaines, admiratrices de Jane Austen et de la mini-série Pride and Prejudice parue en 1995, est rapidement devenu The Republic of Pemberley.
La maison d'édition où travaille Bridget Jones, dans le film de 2001 Le Journal de Bridget Jones, s'appelle « Pemberley Press » ; son prince charmant porte le nom de Mark Darcy ; des auteurs nommés Jones, cités dans le présent article, ont écrit à propos de cette propriété de Pemberley et de la fiction même dont elle est tirée.
Dans The Lizzie Bennet Diaries (2012-2013), transposition moderne d'Orgueil et Préjugés, Darcy possède un empire médiatique, Pemberley Digital et la maison de production des DVD de la Web-série en prend le nom.
Les éditions Milady, créées en 2008, éditent des romances, dont des traductions de romans sentimentaux inspirés de l'œuvre de Jane Austen, dans une collection appelée «  Pemberley ».